# Pour Madame X

Pour Madame X est un album d'Arthur H sorti en 2000 chez Polydor. 
Le disque comprend les participations de Piotr Barsony pour le texte de "www.com", de Lélia Sakai, Lhasa (sur "Indiana Lullaby") et Alexandra Mikhalkova pour les voix, de Brad Scott pour la musique de "Haka Dada".

## Liste des morceaux
| No  | Titre                  | Durée |
| --- | ---------------------- | ----- |
| 1.  | Mystic rumba           | 6:24  |
| 2.  | Www.com                | 3:47  |
| 3.  | Inséparable mais...    | 3:35  |
| 4.  | Les pauvres secrétes   | 4:13  |
| 5.  | Haka dada              | 8:13  |
| 6.  | Une rose pour madame x | 4:29  |
| 7.  | Indiana lullaby        | 4:42  |
| 8.  | O casino               | 3:58  |
| 9.  | Les pieds-nickelés     | 3:55  |
| 10. | Naïve derviche         | 7:37  |
| 11. | Mystérieuses colères   | 3:43  |